# Cachoeira da Fumaça
Cachoeira da Fumaça är ett vattenfall i Brasilien.   Det ligger i delstaten Bahia, i den östra delen av landet, 800 km nordost om huvudstaden Brasília. Vattenfallet ligger 813 meter över havet.